# Luizão Goulart
Luiz Goularte Alves (Jandaia do Sul, 6 de junho de 1962) é um professor e político brasileiro, deputado federal pelo Paraná, filiado ao Solidariedade. Foi prefeito no município de Pinhais entre 2009 e 2017, tendo sido reeleito com 93,7% dos votos para o segundo mandato.

## Biografia
Conhecido como Luizão, nasceu no norte do Paraná, tendo trabalhado na lavoura até os 15 anos. Cursou mecânica de automóveis e exerceu a profissão até 1992. Em 1978, em virtude da doença de sua mãe que só encontrou tratamento no Hospital de Clínicas em Curitiba, migrou para a capital e se estabeleceu em Piraquara onde trabalhou como mecânico e também como motorista de caminhão. Depois de oito anos sem estudar, retomou seus estudos em 1983. Fez vestibular em 1985 sendo aprovado tanto na Pontifícia Universidade Católica do Paraná quanto na Universidade Federal do Paraná. Optou por fazer o curso de Filosofia na UFPR, ao mesmo tempo em que entrou para o Seminário dos Missionários Xaverianos, onde ficou dois anos. Participou ainda de grupos de jovens e da Pastoral da Juventude por vários anos.
Concluiu a faculdade em 1990 e começou a lecionar História no Colégio Semíramis. Prestou concurso ao Estado em 1991 para disciplina de História, sendo aprovado, tornando-se professor estatutário, na Área Metropolitana Norte. Em 1992 começou a lecionar na Vila Amélia.
Em 1993 foi eleito diretor do Colégio Vila Amélia (que depois passaria a se chamar Ottília Homero da Silva) sendo reeleito em 1995.

### Carreira política
Em 1988 candidatou-se a Prefeito de Piraquara pelo PT e em 1992 foi candidato a vereador da cidade. Nos dois pleitos não conseguindo êxito.
Em 1996, venceu a disputa para uma cadeira na câmara dos vereadores de Pinhais, sendo o quarto mais votado no município, somando 670 votos, e ocupou o cargo de vice-presidente da casa já no primeiro mandato. Ocupou em 2001 e 2002, a presidência da Câmara de Vereadores. Em 2004, disputou novamente a prefeitura, ficando em segundo no pleito. Em 2006, conquistou a primeira suplência na eleição para deputado estadual, assumindo na Assembleia Legislativa por 1 ano e 3 meses.
Em 2008, foi eleito prefeito de Pinhais, obtendo 39.438 votos., sendo o primeiro petista a ser eleito prefeito na cidade. Nas eleições de 2012, foi reeleito com 62.802 votos, equivalente à 94% dos votos válidos, sendo o prefeito com a maior votação proporcional do Brasil..
Em 2018, foi eleito para a Câmara dos Deputados do Brasil pelo Republicanos. Em 2022 não conseguiu ser reeleito.